# Štěchovice (ort i Tjeckien, Mellersta Böhmen)
Štěchovice är en köping i Tjeckien.   Den ligger i regionen Mellersta Böhmen, i den centrala delen av landet, 26 km söder om huvudstaden Prag. Štěchovice ligger 213 meter över havet och antalet invånare är 1 377.
Terrängen runt Štěchovice är platt åt sydväst, men åt nordost är den kuperad. Štěchovice ligger nere i en dal. Runt Štěchovice är det ganska tätbefolkat, med 90 invånare per kvadratkilometer. Närmaste större samhälle är Modřany, 17,8 km norr om Štěchovice. I omgivningarna runt Štěchovice växer i huvudsak blandskog.